# 踝節目
踝節目（Condylarthra）是已滅絕的有胎盤类哺乳動物，主要生存於古新世及始新世。踝節目是古新世最有特色哺乳動物，並顯示了古新世哺乳動物群的演化程度。
與食蟲类动物的祖先相比，踝節目成員顯示了演化成雜食性或草食性的最初跡象。大型的陸上草食性動物自從恐龍的滅絕後就消失了，食性的轉移引發了踝節目的演化輻射，在澳洲以外的陸地上，生成了新生代不同類別的草食性有蹄動物。故此最原始的踝節目其實是某些现代有蹄類的共同祖先。雖然有些踝節目有細小的蹄，但最原始的形態是有爪的。
最近的分子及DNA研究重整了哺乳動物的演化情況。近蹄類及管齒目不再是奇蹄目、偶蹄目及鯨目的近親，故有蹄類最少是從兩個不同的分支獨立演化而成的。這亦有可能由于踝節目本身是一個多系群，即踝節目內的成員未必是近親。
除了南蹄目及現今的有蹄類外，踝節目被認為是其他己滅絕的哺乳動物（如中爪獸目及恐角目）的祖先。